# Paranaíba Esporte Clube
O Paranaíba Esporte Clube é uma agremiação esportiva no município de Carmo do Paranaíba. Foi fundado no dia 17 de agosto de 1917.

## Segundona Mineira
O Paranaíba já participou na esfera profissional, em três edições do Campeonato Mineiro da Segunda Divisão nos anos de 1966, 1967 e 1968. Tem doze títulos regionais no amador pela Liga Patense de Desportos (LPD) e um regional pela Federação Mineira de Futebol.
Dados fornecidos pela LPD é de que o Paranaíba é o maior vencedor na região, possuindo 15 títulos. O título de maior expressão foi em 1963, Campeão Alto Paranaíba, enfrentando na final o Araxá.
Em 1984 a grande festa, quando foi campeão regional, jogando a final contra seu maior rival, Bela Vista; e em 1986 campeão novamente, desta vez contra o Sparta (São Gotardo).
Em 1987 e 1988, foi bicampeão regional, jogando nas finais contra o Nacional de Lagamar e o Santa Cruz, de Lagoa Formosa. Em 1993, foi campeão regional sub-20, a decisão foi contra a URT de Patos de Minas.
Em 1994 e 1995, foi bicampeão regional enfrentando o Nacional (Lagamar) e o Paranaíba (Patos). No final de 1995, houve uma parada para a reforma do gramado, voltando em 1997, com a disputa da Copa Triângulo, como profissional em 1998 e novamente a Copa Triângulo e depois um longo período trabalhando com a categoria de base.
Após 10 anos, o Paranaíba se tornou novamente campeão regional, eliminando na semifinal seu maior rival e depois enfrentou o Independentes na grande final, e em 2007 diante do Ouro Verde. Em 2009, chegou à final e perdeu para seu principal rival, o Bela Vista Esporte Clube. Em 2011, contando com o Diamante Negro Ditinho, garantiu o título diante do Carmelitano, de Monte Carmelo e ainda chegou em  três decisões, duas diante do Santa Cruz e uma diante do Niterói, ficando com o vice-campeonato.
O Paranaíba Esporte Clube conquistou em 2023 seu décimo quarto título do Campeonato Regional LPD, e em 2024 consagrou se campeão novamente.